# Eupelmus splendissimus
Eupelmus splendissimus är en stekelart som beskrevs av William Harris Ashmead 1901. Eupelmus splendissimus ingår i släktet Eupelmus och familjen hoppglanssteklar. Inga underarter finns listade i Catalogue of Life.